# Erocha dipsas
Erocha dipsas är en fjärilsart som beskrevs av William Schaus 1914. Erocha dipsas ingår i släktet Erocha och familjen nattflyn. Inga underarter finns listade i Catalogue of Life.